# Александреску, Андрей
Андре́й Александре́ску (англ. Andrei Alexandrescu, род. 1969 (Бухарест, Румыния) источник) — американский программист румынского происхождения, известный благодаря своим исследованиям в области проектирования, основанного на стратегиях (Policy-based design), и реализованного посредством обобщённого программирования и метапрограммирования шаблонов.
Александреску — первый, кто приступил к разработке шаблонно-ориентированной реализации распространённых языковых идиом и паттернов проектирования (особенно паттернов «Банды Четырёх» — Design Patterns), а также созданию средств для генерации реализаций паттернов. Эти идеи собраны воедино в его книге «Современное проектирование на C++» и реализованы в его C++ библиотеке «Loki». Близкой по принципам разработки и более обширной является библиотека Boost. Александреску также является соавтором книги «Стандарты программирования на C++» (англ. C++ Coding Standards: 101 Rules, Guidelines, and Best Practices (Addison-Wesley, 2004)).
Выпускник Бухарестского политеха и Вашингтонского университета (Ph.D. 2009), в настоящее время Александреску работает в области исследований распознавания речи. Он также вносит свой вклад в «C/C++ Users Journal» в колонке «Generic<Programming>».
В последнее время Александреску совместно с Уолтером Брайтом участвует в разработке языка программирования D. В июне 2010 в издательстве Addison-Wesley вышла его книга «The D Programming Language». С 2009 года работал в Facebook; в 2015 году ушёл из компании, чтобы сосредоточиться на разработке языка D.